# Фермињано
Фермињано (итал. Fermignano) је насеље у Италији у округу Пезаро и Урбино, региону Марке.
Према процени из 2011. у насељу је живело 7309 становника. Насеље се налази на надморској висини од 188 м.

## Становништво
| 1936. | 1951. | 1961. | 1971. | 1981. | 1991. | 2001. | 2011. |
| ----- | ----- | ----- | ----- | ----- | ----- | ----- | ----- |
| 4.175 | 4.865 | 4.855 | 5.039 | 6.041 | 6.722 | 7.598 | 8.615 |